# Lena Andersch

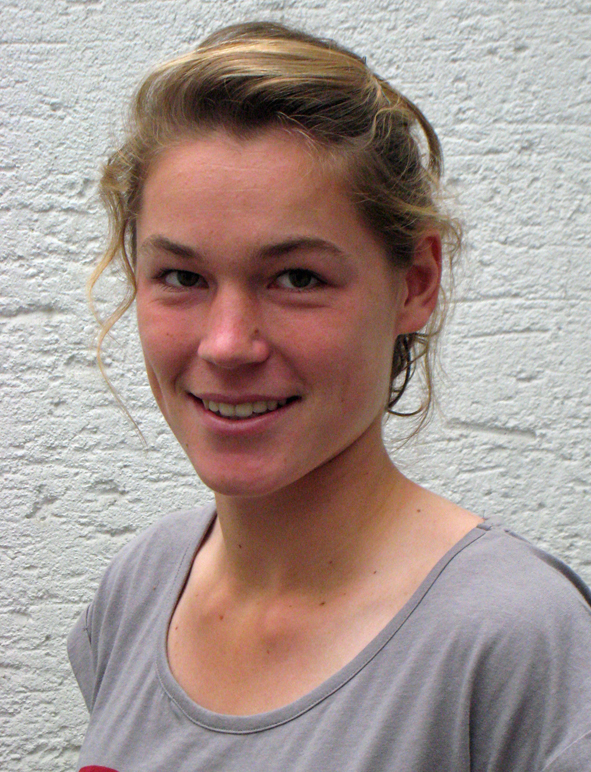
Lena Andersch, 2011

Lena Andersch (* 17. Dezember 1991 in Köln) ist eine deutsche Hockeyspielerin.

## Leben
Lena Andersch wohnt seit ihrer Geburt in Bergisch Gladbach. Sie besuchte das Dietrich-Bonhoeffer-Gymnasium in Heidkamp bis zum Abitur 2011.

## Sport
Von frühester Kindheit spielte sie Hockey. Ihre bisherigen Stationen waren:
- THC Rot-Weiß Bergisch Gladbach bis 2006
- RTHC Bayer Leverkusen bis 2010
- HTC Schwarz-Weiß Neuss seit 2010

Seit 2010 ist sie Mitglied in der deutschen Hockeynationalmannschaft der Damen. Sie spielt in der Abwehr und im Mittelfeld.